# ویلی پپ
ویلی پپ (انگلیسی: Willie Pep; ۱۹ سپتامبر ۱۹۲۲ – ۲۳ نوامبر ۲۰۰۶) بوکسور اهل ایالات متحده آمریکا بود.
از فیلم‌ها یا برنامه‌های تلویزیونی که وی در آن نقش داشته‌است می‌توان به مرثیه برای یک سنگین‌وزن اشاره کرد.